# Val-de-Mercy
Val-de-Mercy é uma comuna francesa na região administrativa de Borgonha-Franco-Condado, no departamento de Yonne. Estende-se por uma área de 13,36 km². Em 2010 a comuna tinha 402 habitantes (densidade: 30,1 hab./km²).